# Стокопані
Стокопа́ні (колишні назви  — Мохово, Мохове) — село в Україні, у Генічеській міській громаді Генічеського району Херсонської області. Населення становить 751 осіб.
Село тимчасово окуповане російськими військами 24 лютого 2022 року.

## Історія
Станом на 1886 рік у селі Юзкуйської волості Мелітопольського повіту мешкало 709 осіб, налічувалось 117 дворів, існувала православна церква.
Під час організованого радянською владою Голодомору 1932—1933 років померло щонайменше 3 жителі села.
12 червня 2020 року, відповідно до Розпорядження Кабінету Міністрів України № 726-р «Про визначення адміністративних центрів та затвердження територій територіальних громад Херсонської області», увійшло до складу Генічеської міської громади.
17 липня 2020 року, в результаті адміністративно-територіальної реформи та ліквідації  колишнього Генічеського району увійшло до складу новоутвореного Генічеського району.

## Населення
Згідно з переписом УРСР 1989 року чисельність наявного населення села становила 817 осіб, з яких 401 чоловік та 416 жінок.
За переписом населення України 2001 року в селі мешкали 753 особи.

### Мова
Розподіл населення за рідною мовою за даними перепису 2001 року:
| Мова       | Відсоток |
| ---------- | -------- |
| українська | 88,95 %  |
| російська  | 10,39 %  |
| білоруська | 0,27 %   |
| інші       | 0,39 %   |